# گنج نهان
گَنجِ نَهان که پیشتر خِرس‌خانه نامیده می‌شد (به لاتین: Kirskhana) یک منطقهٔ مسکونی در تاجیکستان است که در ولایت سغد واقع شده‌است.